# Can Vila (Vilademuls)
Can Vila és una masia de Vilademuls (Pla de l'Estany) inclosa a l'Inventari del Patrimoni Arquitectònic de Catalunya.

## Descripció
Conjunt d'edificacions de caràcter residencial i agrícola, amb el cos principal de planta rectangular. Presenta una interessant porta dovellada i, a sobre, una finestra amb brancals i llinda de pedra. Hi ha altres cossos annexes d'ús agrícola, com el cobert adossat a la façana principal, amb un pilar de carreus a la cantonada. Les cobertes són amb embigats de fusta, llates i teula àrab. Les parets portants són de maçoneria amb carreus a les cantonades.

## Història
A la llinda consta l'any 1604 i l'autor o propietari, sr. Joan Vila.